# Gare de Nieukerken-Waes
La gare de Nieukerken-Waes (en néerlandais : Station Nieuwkerken-Waas) est une gare ferroviaire belge de la ligne 59 située à Nieukerken-Waes, une section de la ville de Saint-Nicolas . 
L'arrêt est officiellement appelé en néerlandais « Nieuwkerken-Waas », comme la section où elle se trouve. Toutefois, le nom est écrit « Nieuwkerken (Waas) » sur les panneaux de nom de station et les panneaux d’information électroniques. Cela a à voir avec la politique de nom de SNCB. Dans le pays de Waes, le suffixe de distinction en néerlandais « Waas » sur les plaques signalétiques est toujours représenté par « (Waas) » entre parenthèses. Par exemple c'est aussi le cas pour Beveren (Waas).

## Histoire
Une station est mise en service à Nieuwkerken-Waes le 23 avril 1849 par la société privée Pays de Waes ; il s'agit vraisemblablement d'un simple point d'arrêt, sans bâtiment.
En 1878, une nouvelle gare fut construite sur un terrain de 10 ares 19 centiares acquis l'année précédente par la compagnie. Elle possédait un bâtiment presque identique au bâtiment de la gare de Sinay qui existe toujours.
Celui de Nieuwkerken a cependant cédé la place au bâtiment actuel, construit en 1970 selon les plans de l'architecte Johan Beyne et inauguré en 1971. La structure simple consiste en un seul étage qui abritait à l’origine des locaux techniques, un guichet, une salle d’attente, des toilettes et des installations techniques.
Les guichets sont supprimés en 1993 et comme les toilettes, sont également fermées. La salle d'attente n'est plus accessible depuis fin 2015. Les installations techniques abritées dans le bâtiment sont toujours opérationnelles ; c'est l'une des principales raisons pour laquelle le bâtiment est toujours debout.

## Service des voyageurs

### Accueil
Halte SNCB, Nieukerken-Waes est un point d'arrêt non géré (PANG) à accès libre. Elle équipée d'un automate pour l'achat des titres de transports, disposé sur le quai 1. 
Les deux quais sont en partie pavés et équipés d'abris de type ancien (Isobelec). 

### Desserte
Nieuwkerken-Waes est desservie par des trains Suburbains (S34 et S53) (voir brochures SNCB de la ligne 59).
En semaine, la desserte est constituée de trains S34 reliant, toutes les heures, Anvers-Central à Saint-Nicolas et Lokeren (certains étant prolongés jusque Termonde) et plusieurs trains supplémentaires Anvers-Central - Saint-Nicolas s'ajoutent aux heures de pointe.
Les week-ends et jours fériés, la gare est desservie par des trains S53 reliant Anvers-Central à Gand-Saint-Pierre.

### Intermodalité
En plus de la gare, un nouveau parking pour vélos a été mis en service au printemps 2009. C'est un parking du type Forever qu'Infrabel essaie d'installer à chaque arrêt. Plus spécifiquement, il s’agit de la version double de celui-ci pouvant accueillir 112 vélos. De l'autre côté des voies, vous pouvez toujours trouver un garage à vélos. De plus, il y a deux parkings gratuits pour voiture : un au côté nord (grand parking) et un au côté sud (une douzaine de places) de la gare.

## Comptage voyageurs
Le graphique et le tableau montrent le nombre de passagers qui en moyenne embarquent durant la semaine, le samedi et le dimanche.
| Tabel: Nombre de voyageurs qui embarquent à la gare de Nieuwkerken-Waas | Tabel: Nombre de voyageurs qui embarquent à la gare de Nieuwkerken-Waas | Tabel: Nombre de voyageurs qui embarquent à la gare de Nieuwkerken-Waas | Tabel: Nombre de voyageurs qui embarquent à la gare de Nieuwkerken-Waas |
|                                                                         | Semaine                                                                 | Samedi                                                                  | Dimanche                                                                |
| ----------------------------------------------------------------------- | ----------------------------------------------------------------------- | ----------------------------------------------------------------------- | ----------------------------------------------------------------------- |
| 1977                                                                    | 264                                                                     | 50                                                                      | 55                                                                      |
| 1978                                                                    | 251                                                                     | 52                                                                      | 39                                                                      |
| 1979                                                                    | 262                                                                     | 55                                                                      | 61                                                                      |
| 1980                                                                    | 295                                                                     | 37                                                                      | 50                                                                      |
| 1981                                                                    | 278                                                                     | 57                                                                      | 45                                                                      |
| 1982                                                                    | 248                                                                     | 58                                                                      | 42                                                                      |
| 1983                                                                    | 228                                                                     | 51                                                                      | 31                                                                      |
| 1984                                                                    | 274                                                                     | 41                                                                      | 30                                                                      |
| 1985                                                                    | 259                                                                     | 50                                                                      | 42                                                                      |
| 1986                                                                    | 287                                                                     | 44                                                                      | 37                                                                      |
| 1987                                                                    | 258                                                                     | 46                                                                      | 25                                                                      |
| 1988                                                                    | 279                                                                     | 63                                                                      | 34                                                                      |
| 1989                                                                    | 241                                                                     | 44                                                                      | 38                                                                      |
| 1990                                                                    | 255                                                                     | 54                                                                      | 28                                                                      |
| 1991                                                                    | 233                                                                     | 48                                                                      | 37                                                                      |
| 1992                                                                    | 216                                                                     | 41                                                                      | 31                                                                      |
| 1993                                                                    | 185                                                                     | 41                                                                      | 26                                                                      |
| 1994                                                                    | 180                                                                     | 19                                                                      | 48                                                                      |
| 1995                                                                    | 126                                                                     | 17                                                                      | 11                                                                      |
| 1996                                                                    | 139                                                                     | 17                                                                      | 9                                                                       |
| 1997                                                                    | 159                                                                     | 12                                                                      | 12                                                                      |
| 1998                                                                    | 148                                                                     | 14                                                                      | 17                                                                      |
| 1999                                                                    | 139                                                                     | 16                                                                      | 8                                                                       |
| 2000                                                                    | 162                                                                     | 12                                                                      | 16                                                                      |
| 2001                                                                    | 126                                                                     | 16                                                                      | 16                                                                      |
| 2002                                                                    | 124                                                                     | 20                                                                      | 12                                                                      |
| 2003                                                                    | 118                                                                     | 8                                                                       | 14                                                                      |
| 2004                                                                    | 133                                                                     | 14                                                                      | 18                                                                      |
| 2005                                                                    | 123                                                                     | 15                                                                      | 14                                                                      |
| 2006                                                                    | 128                                                                     | 14                                                                      | 22                                                                      |
| 2007                                                                    | 144                                                                     | 24                                                                      | 32                                                                      |
| 2008                                                                    | -                                                                       | -                                                                       | -                                                                       |
| 2009                                                                    | 121                                                                     | 37                                                                      | 34                                                                      |
| 2010                                                                    | -                                                                       | -                                                                       | -                                                                       |
| 2011                                                                    | -                                                                       | -                                                                       | -                                                                       |
| 2012                                                                    | 97                                                                      | 11                                                                      | -                                                                       |
| 2013                                                                    | 135                                                                     | 25                                                                      | 39                                                                      |
| 2014                                                                    | 142                                                                     | 17                                                                      | 20                                                                      |
| 2015                                                                    | 122                                                                     | 8                                                                       | 9                                                                       |
| 2016                                                                    | 166                                                                     | 35                                                                      | 31                                                                      |
| 2017                                                                    | 149                                                                     | 58                                                                      | 51                                                                      |
| 2018                                                                    | 136                                                                     | 40                                                                      | 47                                                                      |
| 2019                                                                    | 312                                                                     | 19                                                                      | 18                                                                      |
| 2020                                                                    | 136                                                                     | 25                                                                      | 19                                                                      |
| 2021                                                                    | -                                                                       | -                                                                       | -                                                                       |
| 2022                                                                    | 239                                                                     | 63                                                                      | 81                                                                      |
| 2023                                                                    | 172                                                                     | 86                                                                      | 148                                                                     |
| 2024                                                                    | 243                                                                     | 140                                                                     | 96                                                                      |

## Galerie

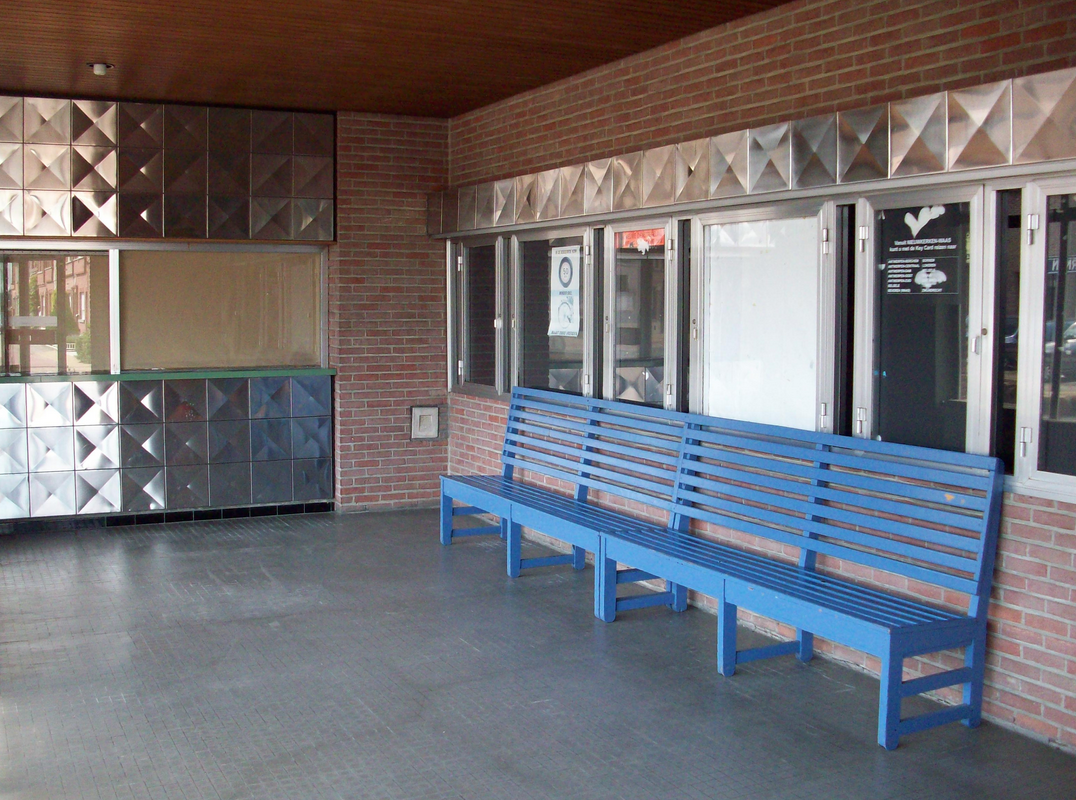
Salle d'attente.
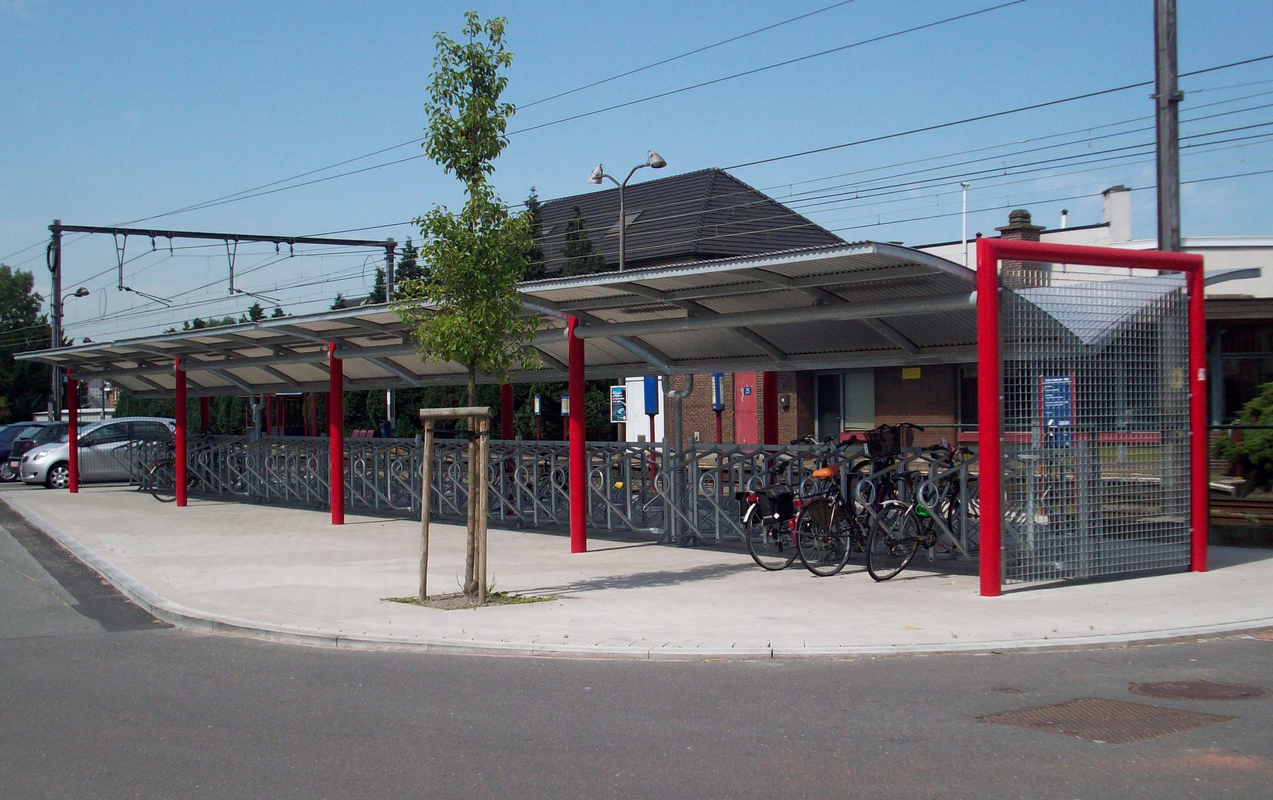
Nouveau parking pour vélo.
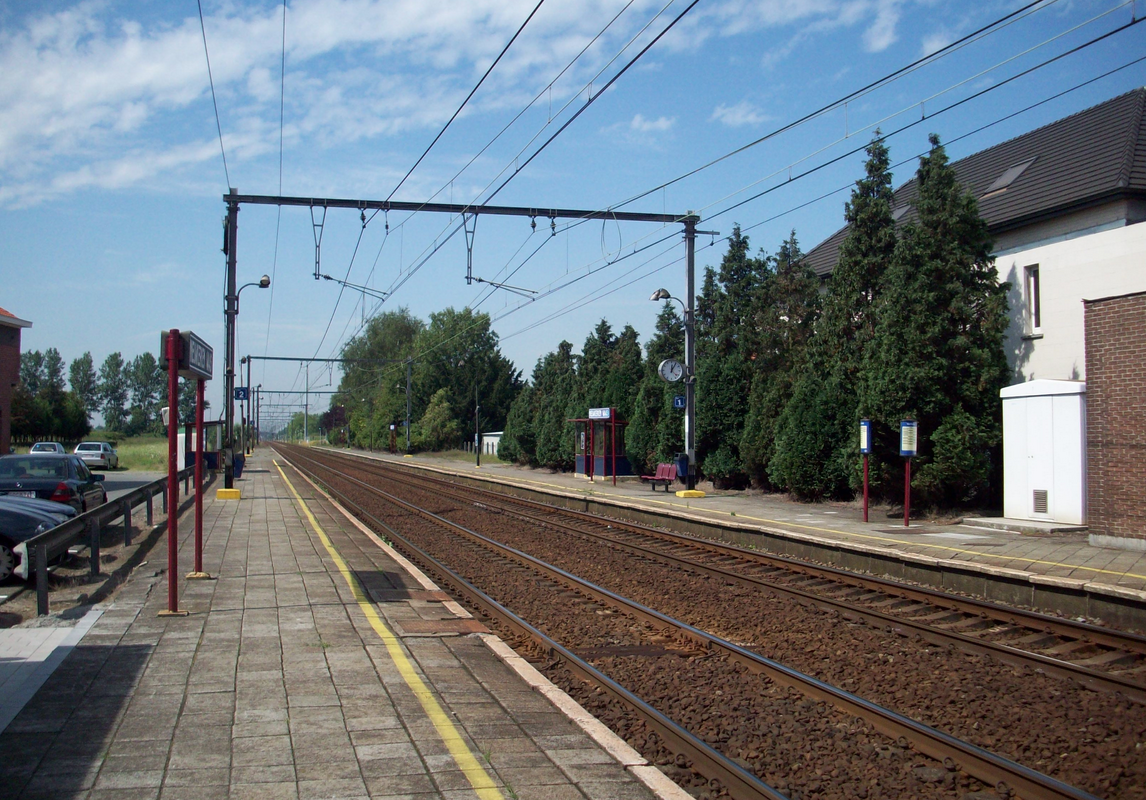
Quais.